# Часовня Святых Апостолов Петра и Павла (Гродно)
Часовня Святых Апостолов Петра и Павла — католическая часовня в Гродно. Находится в Занемской части города, на улице Репина, 2. Памятник архитектуры классицизма.

## История

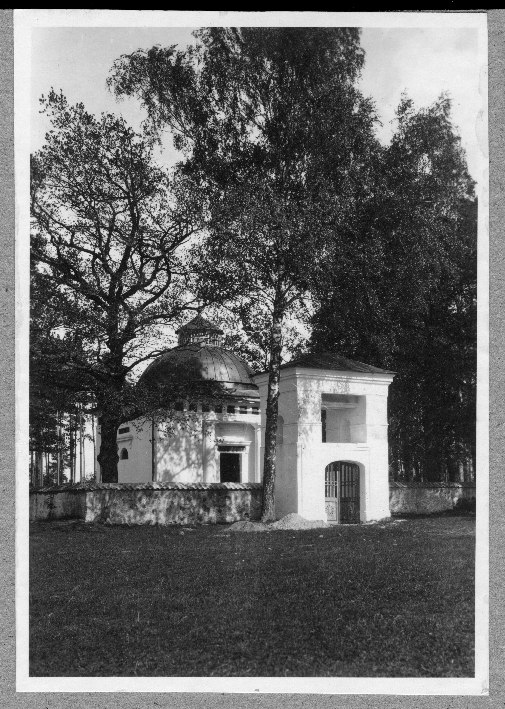
Часовня Святых Апостолов Петра и Павла (1901—1939)

Была построена в 1818—1821 годах из кирпича в усадебно-парковой резиденции имения Августов, пожалованной императрицей Екатериной II в 1797 году генералу от инфантерии графу Маврикию Петровичу де Ласи за его заслуги в русско-турецкой войне, по инициативе графа Кароля Медема, наставника и друга графа. Она стала фамильным мавзолеем-усыпальницей, приписанной к костёлу Богоматери Ангельской францисканского монастыря в Гродно. По замыслу основателя, часовня должно было напоминать Собор Святого Петра в Риме.
Разрушена вместе с усадьбой во время Первой мировой войны, в 1915 году. При советской власти часовня была закрыта и разграблена.
В середине 1990-х годов гродненские отцы-францисканцы начали восстанавливать часовню. В восстановленной часовне начали отправлять богослужение, однако в скором времени здесь появился грибок и службы перенесли во временную часовню. Восстановлен в 1996—1998 годах, согласно проекту, разработанному архитектурно-проектным бюро С. Шайко.
Осенью 1997 года в качестве временной часовни было реконструирован бывший склад строительных материалов рядом с часовней. В 2006 году было получено разрешение на строительство костёла Пресвятой Девы Марии Остробрамской Матери Милосердия, которое было завершено в 2019 году.

## Архитектура
Памятник архитектуры классицизма. Центральное сооружение квадратное в плане, перекрыто полусферическим куполом с фонарем с крестом. По периметру кубовидный объем окаймлен дорическим (триглифическим с метопами) фризом и карнизом на зубцах. Метопы были заполнены заглубленным в рощу разноцветным щебнем, что создавало красочный пояс на фоне белой штукатурки стен. Прямоугольный входной портал расположен в нише, обрамленной двумя колоннами; полукруглые слуховые окна по бокам. Зал часовни (первоначально в виде ротонды) перекрыт сферическим куполом, стены испещрены нишами — экседрами, а стены — каннелированными пилястрами. В алтаре была помещена икона Божией Матери, по бокам которой стояли ростовые изваяния святых апостолов Петра и Павла. Под часовней склеп, в котором находились захоронения рода Ласи.
Часовня окружена кирпичной оградой с воротами-звонницей (двухъярусной с арочным проходом и прямоугольными проёмами колокольного яруса).